# Sudden Valley
Sudden Valley é uma Região censo-designada localizada no estado norte-americano de Washington, no Condado de Whatcom.

## Demografia
Segundo o censo norte-americano de 2000, a sua população era de 4165 habitantes.

## Geografia
De acordo com o United States Census Bureau tem uma área de 20,9 quilômetros quadrados, dos quais 16,1 quilômetros quadrados cobertos por terra e 4,8 quilômetros quadrados cobertos por água.

## Localidades na vizinhança
O diagrama seguinte representa as localidades num raio de 16 km ao redor de Sudden Valley.